# Nishi, Hiroshima
Nishi-ku (西区) là một trong 8 khu của thành phố Hiroshima, Nhật Bản.
Đến ngày 01 tháng 10 năm 2010, dân số của khu này là 187.039 người, mật độ 5.240 người/km². Tổng diện tích là 35,67 km².